# 岡田隆夫
岡田 隆夫（おかだ たかお、1953年5月 - ）は、日本の歯科医師、開業医。
アース製薬 歯科医院専売 モンダミン プロケア、専任アドバイザー。
OSAKAあかるクラブ 委員。

## 経歴
- 1979年 朝日大学歯学部卒業
- 1981年 岡田歯科[5]開院
- 1992年 イエテボリ大学（ブローネマルク教授）にて、インプラントを研修
- 2001年 大阪歯科大学高齢者歯科学講座非常勤講師[6]（～2010年）
- 2002年 大阪大学口腔総合診療部非常勤講師（～2006年）
- 2006年 大阪大学歯学部臨床准教授（～2008年）
- 2009年 朝日大学歯学部非常勤講師[7]
- 2011年 認定インフェクションコントロールドクター
- 2011年 大阪歯科大学臨床講師[8]

## 学位
- 1996年 博士（医学） 岡山大学 解剖学[9]。
- 2000年 博士（歯学） 大阪歯科大学 補綴学[10]。

## 所属団体
- 日本補綴歯科学会 専門医[11]
- 日本口腔外科学会
- Osseointegration Study Club of Japan 特別顧問（初代会長）[12]
- Club 22 役員（学術）[13]

## 著書
- 今、インプラント治療を考える―オッセオインテグレイション・スタディクラブ・オブ・ジャパン1stミーティング抄録集(Quintessence DENTAL Implantology別冊)[14]、クインテッセンス出版。

- インプラントの潮流を考える―オッセオインテグレイション・スタディクラブ・オブ・ジャパン2ndミーティング抄録集(Quintessence DENTAL Implantology別冊)[14]、クインテッセンス出版。
- インプラントの近未来を探る―オッセオインテグレイション・スタディクラブ・オブ・ジャパン3rdミーティング抄録集(Quintessence DENTAL Implantology別冊)[14]、クインテッセンス出版。